# Nowa Wieś Lęborska
Nowa Wieś Lęborska (Duits: Neuendorf) is een dorp in het Poolse woiwodschap Pommeren, in het district Lęborski. De plaats maakt deel uit van de gemeente Nowa Wieś Lęborska en telt 2188 inwoners.